# De Hoeksteen (Middelburg)
De Hoeksteen is een kerkgebouw in Middelburg aan de Vrijlandstraat. In 1972 werd het gebouw, dat zowel voor de gereformeerde als voor de rooms-katholieke eredienst was bestemd, in gebruik genomen. Nadat de rooms-katholieke gemeente zich in 1977 terugtrok, bleef de kerk enkel in gebruik van de gereformeerde kerk. In 1988 begon deze een samenwerkingsverband met de hervormde gemeente uit de dichtbij gelegen Thomaskapel, in 1994 besloten de gemeenten samen te gaan. In 2004 ging de kerk, samen met andere gereformeerde en hervormde kerken in Middelburg, over tot de Protestantse Gemeente Middelburg. Door terugloop van het ledental werd de kerk vanaf 9 juni 2019 buiten gebruik gesteld en verkocht aan Baptistengemeente De Fontein, die het in januari 2020 in gebruik heeft genomen. 

## Geschiedenis
Tijdens de jaren zestig en zeventig werd Middelburg uitgebreid met verscheidene woonwijken ten zuiden van het Kanaal door Walcheren. Kerkelijk ontstond er de behoefte om in dit nieuw ontwikkelde woongebied een kerk te bouwen. De gereformeerde kerk en de rooms-katholieke kerk besloten hierbij samen te werken en een gezamenlijk kerkcentrum te bouwen in de wijk Dauwendaele. Het gebouw, waarvoor de naam 'De Hoeksteen' werd gekozen, werd ontworpen door de Vlissingse architect G. Tuinhof. Op donderdag 27 april 1972 werd de kerk in gebruik genomen. De rooms-katholieken trokken zich in 1977 terug waardoor de kerk volledig tot de beschikking van de gereformeerde kerk kwam. In 1988 werd de eerste samenwerking aangegaan met de dichtbij gelegen hervormde gemeente van de Thomaskapel in het kader van het Samen op Weg-proces. Deze samenwerking werd intensiever en in 1994 fuseerden beide gemeenten, waarbij De Hoeksteen als hoofdkerk werd aangewezen, en de Thomaskapel in 2002 werd verkocht. Per 1 april 2004 gingen alle gereformeerde kerken en hervormde gemeentes in Middelburg samen verder als de Protestantse Gemeente Middelburg.
Door terugloop van kerkgangers werd besloten om in 2019 zowel de Hofpleinkerk als De Hoeksteen buiten gebruik te stellen. In 2017 waren ook al de Morgensterkerk en de Oostkerk gesloten. Op 9 juni 2019 werd de laatste dienst gehouden in de kerk. Na een periode te zijn gebruikt voor verschillende activiteiten werd het gebouw verkocht aan de Baptistengemeente 'De Fontein'. Deze gemeente hield op 5 januari 2020 de eerste dienst.

## Interieur
In 1977 werd door de Middelburgse kunstenaar George ter Horst met olieverf een muurschildering aangebracht die hij als 'Het tipje van de sluier' betitelde.
Op 29 maart 1974 werd een nieuw orgel, gebouwd door Ernst Leeflang B.V. uit Apeldoorn, in gebruik genomen. Oorspronkelijk werd er gebruik gemaakt van een elektronisch orgel vanwege een tekort aan financiële middelen, maar dat voldeed niet. Nadat de kerk werd gesloten in 2019 werd het orgel verkocht aan het ziekenhuis van Colmar, in Frankrijk.